# أورس فيشر (نحات)
أورس فيشر (و. 1973  م) هو نحات، ورسام سويسري، ولد في سويسرا.

## روابط خارجية
- أورس فيشر على موقع مونزينجر (الألمانية)